# Уэлд, Фредерик
Сэр Фредерик Алоизиус Уэлд (англ. Frederick Aloysius Weld), кавалер ордена Святого Михаила и Святого Георгия (9 мая 1823 — 20 июля 1891) — британский колониальный деятель и новозеландский политик. 6-й премьер-министр Новой Зеландии. Позднее был губернатором Западной Австралии, Тасмании и Стрейтс-Сетлментс.

## Ранние годы
Уэлд родился 9 мая 1823 года в английском городе Бридпорт (графство Дорсет), в семье Марии Кристины Клиффорд, дочери Чарльза Клиффорда, 6-го барона Клиффорда-оф-Чадли (англ. Charles Clifford, 6th Baron Clifford of Chudleigh), и её супруга Хэмфри Уэлда. Оба его родителя происходили из старинных семей английских католиков.
Его отец, Хэмфри Уэлд, был братом Томаса Уэлда, основателя иезуитского колледжа в Стонихёрсте. Уэлд получил строгое католическое воспитание. Детство он провёл с родителями во Франции. Затем получил хорошее образование в Стонихёрсте и университете Фрибура в Швейцарии, где он изучал философию, химию, иностранные языки и право. Изначально хотел стать военным, но его преподаватель во Фрибуре убедил его в ином. Последовав примеру некоторых своих знакомых и родственников, он решил сделать карьеру в колониях, отправившись в ноябре 1843 года в Новую Зеландию. 22 апреля 1844 года Уэлд прибыл в город Веллингтон.
В Новой Зеландии он стал деловым партнёром своего двоюродного брата Чарльза Клиффорда, 1-го баронета Клиффорда-оф-Флаксбурна. Они основали несколько овцеводческих хозяйств по всей стране, и Уэлд стал преуспевать. Однако он считал занятие сельским хозяйством слишком прозаичным и вскоре занялся политической деятельностью. Одной из наиболее заметных его кампаний стала борьба с дискриминацией католиков в Новой Зеландии. Кроме того, Уэлд был активным участником Конституционной ассоциации жителей Веллингтона и поддерживал британских политиков, выступавших за введение в Новой Зеландии конституции, которая даровала бы колонии представительские органы.
В 1848 году Уэлд отклонил предложение губернатора сэра Джорджа Грея стать кандидатом в члены законодательного совета. Выступая против чрезмерной централизации власти, он был против усиления самостоятельности новозеландских провинций, считая, что центральное правительство колонии должно сохранить за собой всю полноту власти. Позже, в 1869 году, в своей работе «Заметки по новозеландским делам» (англ. Notes on New Zealand affairs) Уэлд писал, что коррупция среди провинциальных политиков стала причиной нестабильности колониальной политики.
В 1852 году он посетил Англию, где опубликовал брошюру «Советы фермерам, собирающимся разводить овец в Новой Зеландии» (англ. Hints to Intending Sheep Farmers in New Zealand), которая выдержала три издания.

## Политическая карьера

### Член парламента
Когда было объявлено о создании парламента Новой Зеландии, Уэлд выставил свою кандидатуру на выборах. Он стал депутатом парламента 1-го созыва от округа Уаирау, на северо-востоке Южного острова. В те времена основное политическое разделение происходило между «централистами» (выступающими за сильное центральное правительство) и «провинционалистами» (выступающими за сильные региональные правительства). В этой схеме Уэлд занял позицию умеренного централиста, хотя он стремился избегать крайностей обеих сторон.
Уэлд также вошёл в короткий «кабинет» во главе с Джеймсом Фицджеральдом. Это была попытка парламента взять на себя прямую ответственность за управление Новой Зеландией. Действующий губернатор Роберт Уэйнярд, заблокировал эту попытку и Уэлд лишился своего «министерского» поста. Несмотря на падение «правительства» Фицджеральда, Уэлд был рад, что католики могут принимать полноценное участие в политической жизни страны. Назначение Чарльза Клиффорда (также католика) спикером также воодушевило его.
Уэлд покинул парламент незадолго до завершения своего первого созыва и на короткое время вернулся в Англию. После возвращения он был избран в парламент второго созыва, вновь от округа Уаирау. Он вновь ненадолго вернулся в Англию и женился на дальней родственнице Филумене Мэри Энн Лисл Филипс, от которой у него было тринадцать детей.

### Член правительства
В 1860 году Уэлда пригласили в правительство Эдварда Стаффорда, где он сменил Уильяма Ричмонда на посту министра по делам туземцев. На этом посту Уэлду пришлось столкнуться с разгоревшейся первой войной Таранаки. Хотя Уэлду не нравились цели этой войны и он полагал, что губернатор Джордж Грей плохо справляется с ситуацией, Уэлд твёрдо выступал за необходимость отставать власть правительства, называя это «болезненной необходимостью». После поражения правительства Стаффорда Уэлд лишился своего министерского поста.
В 1864 году (в это время Уэлд представлял округ Чевиот, выделенный из южной половины его прежнего округа Уаирау), из-за конфликта с губернатором ушло в отставку правительство Фредерика Уитейкера. Предметом спора стал вопрос снабжения британских войск в Новой Зеландии. Уэлд полагал, что неумение англичан стало главной причиной конфликта с маори, и твёрдо выступал против требований Грея, чтобы парламент обеспечивал войска. Вместо этого, Уэлд полагал, что британские войска должны быть совсем выведены из страны и их должны заменить местные вооружённые силы.

### Премьер-министр Новой Зеландии
На посту премьера Уэлд действовал с переменным успехом. В 1865 году столица была фактически перенесена в Веллингтон, а его предложения по отношениям с маори были одобрены. Однако, эти два события породили серьезные проблемы. Оклендцы испытывали досаду из-за переноса столицы, а маори негодовали из-за конфискации 4000 кв. км. в районе Уаикато. Другим успехом Уэлда стал вывод британских войск из Новой Зеландии, из-за чего, однако, испортились отношения с губернатором. Кроме того финансовое положение правительства было тяжёлым. Пробыв у власти менее года, правительство Уэлда подало в отставку.

### Губернатор британских колоний
Страдая от ухудшившегося состояния здоровья и стресса, Уэлд оставил политику 1866 году и в следующем году вернулся в Англию. Его здоровье восстановилось и он снова вернулся к работе. В 1869 году он опубликовал Заметки о положении в Новой Зеландии (англ. Notes on New Zealand Affairs), а в марте того же года он был назначен на пост губернатора Западной Австралии.

### Губернатор Западной Австралии
Уэлд прибыл в Западную Австралию в сентябре 1869 года. Он немедленно предпринял серию поездок по стране, за первые полгода на посту он проехал около 1900 км верхом на лошади. На него произвела впечатление изолированность страны, и он выступил за прокладку телеграфной линии и развитие транспорта. В марте 1870 года он отправил Джона Форреста исследовать и проложить маршрут телеграфной линии между Албани и Аделаидой. Позже эта линия была построена и к 1874 году в колонии действовало более 1400 км телеграфных линий. Уэлд также курировал создание системы пароходного сообщения вдоль побережья и начало прокладки железных дорог.
Уэлд расценивал своё назначение на пост губернатора как одобрение конституционных изменений произведенных в Новой Зеландии. При поддержке своего колониального секретаря Фредерика Барли, он выступал за создание в колонии представительного правительства. При первой возможности Уэлд внёс законопроект об избрании 12 членов законодательного совета, которые должны были заседать вместе с шестью назначенными официальными членами и шестью кандидатами в члены. В итоге этот закон был принят 1 июня 1870 года. Затем Барли начал выступать за ответственное правительство и в 1874 году законодательный совет одобрил его создание. Хотя Уэлд не считал Западную Австралию готовой для ответственного правительства, он поддержал это решение в министерстве колоний в Лондоне. Министерство колоний резко выступало против введения ответственного правительства и критиковало Уэлда, допустившего такое положение. В 1874 году Уэлд отправился в Новую Зеландию, чтобы присмотреть за делами своего партнёра. По возвращении он был переведен на пост губернатора Тасмании, а введение ответственного правительства в Западной Австралии было отложено до 1890 года.

### Губернатор Тасмании
Уэлд был губернатором Тасмании с 1875 по 1880 годы. Он считал это пост намного менее обременительным, чем в Западной Австралии, поскольку в Тасмании уже было ответственное правительство и его главной обязанностью было председательствовать на заседаниях исполнительного совета.

### Губернатор Стрейтс-Сетлментс
С 1880 по 1887 годы он был губернатором Стрейтс-Сетлментс, в состав которых входили Малакка, Пенанг и Сингапур. Лоуч (1966) пишет о семи годах пребывания Уэлда в Сингапуре:

С его богатым опытом, здесь он обнаружил в полной мере набор своих талантов колониального управляющего, и здесь он более всего запомнился.
Оригинальный текст (англ.)It was there with his wealth of experience that he found the fullest scope for his talents as a colonial administrator, and where he is best remembered now.

В 1880 году Уэлд прибыл в Стрейтс-Сетлментс. Он проявил особый интерес к развитию малайских княжеств. В середине 1881 года Уэлд посетил город Тайпинг в Пераке. Он обнаружил, что «доходы растут и всё идёт хорошо…», но «заботы о развитии общественных работ, строительстве дорог и развитие иной промышленности и источников дохода помимо добычи олова… являются настоятельной необходимостью». Он также писал, что:
«Самыми насущными заботами являются: снабжение водой Тайпинга с холма (Максвелл-Хилл), строительство дорог до Криана, которые соединят центр Тайпинга с провинцией Уэллсли, а также железная и канатная дороги из Тайпинга до порта (Порт-Уэлд, названный в честь него). Город Тайпинг стал гораздо лучше после пожара произошедшего более года назад, были проложены более широкие улицы и построены лучшие дома»
Строительство железной дороги Тайпинг — Порт-Уэлд стало началом масштабного изменения ландшафта Малайского полуострова. Это также привело к появлению первой волны переселенцев-индийцев (в основном тамилов) и ланкийцев в Перак. Уэлд снова посетил Тайпинг в 1883 году и «всё проверил». Он проехал по железной дороге до Порт-Уэлда на «моторном вагоне». Он также реализовал планы строительства телеграфной линии вдоль дороги, связывающей Тайпинг и провинцию Уэллсли. Позже тем же маршрутом была проложена железная дорога.
В 1875 году он был пожалован кавалером ордена Святого Михаила и Святого Георгия (CMG), в 1880 году он стал рыцарем-командором этого ордена (KCMG), а в 1885 году — рыцарем большого креста (GCMG).
Всю жизнь Уэлд был ревностным католиком, и папа римский сделал его рыцарем ордена Святого Пия.

## Последние годы жизни
Окончательно Уэлд ушёл из политики в 1887 году, хотя он продолжал деятельность по некоторым направлениям. В 1891 году снова посещая Стрейтс-Сетлментс, он серьёзно заболел и вернулся в Англию. Он умер в Чидеоке 20 июля 1891 года.

## Места, названные в его честь
- Порт-Уэлд в Пераке носил его имя, позже переименован в Куала-Сепетанг.
- Уэлд-Роуд и Аппер-Уэлд-Роад в Сингапуре и Уэлд-Ки в Пенанге.
- Уэлд-Роуд в Куала-Лумпуре носила имя Уэлда в 1960—1982 годах.
- Уэлд-Роуд в Свон-Вью, пригороде Перта, Западная Австралия.
- Уэлд-Хилл в Куала-Лумпуре (ныне Менара Мэйбанк).
- Поворот Уэлда около Уорд-Ин-Мальборо, Южный остров, Новая Зеландия.